# 石春云
石春云（1959年—），云南澜沧人，拉祜族，中华人民共和国政治人物、第十一届全国人民代表大会云南地区代表。
毕业于云南省委党校行政管理专业，是中共党员。担任云南省普洱市澜沧县委副书记、县长。2008年起担任全国人大代表。